# San Francisco (Atlántida)
San Francisco è un comune dell'Honduras facente parte del dipartimento di Atlántida.
Il comune è stato istituito il 14 gennaio 1903 con parte del territorio del comune di El Porvenir.